# Banksia paludosa
Banksia des marais
Espèce
Classification phylogénétique
Banksia paludosa, le banksia des marais, est une espèce de plantes à fleurs du genre Banksia et de la famille des Proteaceae. C'est un arbuste originaire de la Nouvelle-Galles du Sud en Australie. Son aire de diffusion s'étend de Batemans Bay à Sydney, avec un peuplement isolé vers Eden.